# هوبانويدات

ثنائي البلوبتين، مركب هوبانويد.

الكولسترول، مركب ستيرول.

الهوبانويدات (Hopanoids) هي مركبات خماسية الحلقة (تحتوي على خمس حلقات) تقوم على البنية الكيميائية لـلهوبين. والوظيفة الأساسية لهذه المركبات هي تحسين قوة وصلابة غشاء البلازما في البكتيريا. في حقيقيات النوى (بما في ذلك البشر) يؤدي الكولسترول وظيفة مماثلة. ويمكن رؤية هذه العلاقة بين البنية الكيميائية الحيوية والوظيفة الخلوية في تشابه البنيات الأساسية لثنائي البلوبتين، وهو مركب هوبانويد يوجد في بعض أغشية الخلايا البكتيرية، والكولسترول، وهو مركب ستيرول يوجد في أغشية حقيقيات النوى (I وII وIII في الصور على اليسار). لم يتم اكتشاف هوبانويدات في العتائق.
وفي العديد من أنواع البكتيريا قد تلعب الهوبانويدات أدوارًا هامة في تعديل نفاذية غشاء الخلية والتكيف مع الظروف البيئية القاسية. وتتشكل في الخيوط الهوائية هياكل حاملة للبوغ - لبكتيريا التربة بدائية النوى المتسلسلة، حيث يُعتقد أنها تقلل فقدان المياه عبر الغذاء إلى الهواء. هذا هو التكيف الفسيولوجي الذي لا تواجهه معظم البكتيريا التي تعيش أساسًا في المياه، ولكن هناك حاجة لتكيفات مماثلة من قِبل الفطريات حقيقية النواة التي تنتج الخيوط الحاملة للبوغ الهوائي.
في البكتيريا التي تخمر الإيثانول موبيليس اليخمورية، قد تلعب الهوبانويدات دورًا في تكيف أغشية الخلية مع تراكم الإيثانول وتغيرات درجات الحرارة التي تؤثر على وظائف الغشاء. وفي فرانكيا الشعائية، من المرجح أن تقوم الهوبانويدات في أغشية حويصلات الدايزو بتقييد دخول الأكسجين عن طريق جعل الغشاء الدهني ثنائي الطبقة أكثر حبكًا وضغطًا.
توجد مجموعة من الهوبانويدات في مكامن النفط، حيث يتم استخدامها كعلامات بيولوجية.

## الهوبانويدات في علم أحياء الأحفوريات
تم اكتشاف الهوبانويدات، بما في ذلك هوبين الميثيل ألفا 2 من بكتيريا ضوئية (الزراقم)، من قِبل روجر سامونز (Roger Summons) وزملائه كأحفوريات جزيئية محفوظة في 2.7 طين جايا من بيلبارا، أستراليا. وقد يشير وجود كميات كبيرة من هوبين الميثيل ألفا 2 المحفوظة في هذه التربة إلى أن التخليق الضوئي الأكسجيني تطور إلى جايا 2.7، قبل أن يصبح الجو مؤكسدًا بوقت طويل. ومع ذلك أوضح فيشر وآخرون أن جيوباكتير سالفورديوسينز يمكن أن تقوم بتركيب هوبانولات متنوعة، وإن كانت ليست من نوع هوبانولات الميثيل 2، عند نموها في ظل ظروف لاهوائية صارمة. وربما تكون هوبينات الميثيل 2 الأرشية قد نتجت بفعل أسلاف الزراقم التي سبقت التخليق الضوئي الأكسجيني.
وفي كتابه الحياة على كوكب صغير  (Life on a Young Planet) (عام 2003م)، لا سيما في الفصل السادس ثورة الأكسجين (The Oxygen Revolution)، يتحدث أندرو إتش نول (Andrew H. Knoll) بشيء من المعقولية عن فائدة العلامات الحيوية الأحفورية الجزيئية للهوبلنويد في إعادة بناء التطور المبكر والجيولوجيا.